# Alano IV, duque da Bretanha
Alano IV (c. 1063 — m. 13 de outubro de 1119) foi duque da Bretanha de 1084 até sua abdicação, em 1112. Também foi Conde de Nantes e Conde de Rennes. Seus pais eram Hoel II, Duque da Bretanha e sua esposa Hawise. Também é conhecido como Alano Luva de Ferro (do francês Fer gant; Alan Fergant). Através de seu pai, era da casa bretã da dinastia Cornouaille. É famoso por ter sido o último duque da Bretanha a falar bretão.

## Biografia
Alano nasceu no castelo de Châteaulin, em Finistère, filho de Hoel V, conde da Cornualha, e de Edviges, duquesa da Bretanha.
Teve que restaurar sua autoridade ducal no condado de Rennes contra Godofredo Gononat, meio-irmão do duque Conan II, em detrimento da mãe de Alano, Edviges, a herdeira legítima. Alano capturou Rennes liderando seu exército e exilou Gononat em Quimper, a capital da Cornualha na Bretanha, onde ele morreu no mesmo ano, dando a Alano a oportunidade de retomar o título de conde de Rennes. No mesmo ano, ele elegeu seu irmão leal, Mateus, para governar o condado de Nantes, mas ele recuperou o título com a morte do último, em 1103.
Alano preferia ficar na parte do ducado em que se falava bretão, morando em seus castelos de Aurey e de Carnoët, não muito longe da abadia cruzada de Quimperlé, dirigida por seu tio Bento. A prevalência da paz em seu ducado fez possível para Alano responder ao chamado do papa Urbano II e, no verão de 1096, ele se juntou à Primeira Cruzada na companhia de outros senhores bretões. Ele se ausentou da Bretanha por cinco anos, deixando o ducado sob o controle da difícil, porém, muito capacitada Hermengarda de Anjou, sua segunda esposa. Em seu retorno da Cruzada, Alano se interessou cada vez mais em assuntos religiosos, e apoiou a reforma do clero por Marbodo, bispo de Rennes. Isto, porém, não o impediu de tomar partido de Henrique I da Inglaterra no conflito com o irmão dele, Roberto II da Normandia, e Alano participou da Batalha de Tinchebray, em 1106, na qual Roberto II foi derrotado e capturado. Ele se tornou vassalo de Henrique I e casou seu filho Conan com Matilde, filha de Henrique I.
Devido à enfermidade, Alano abdicou, em 1112, em favor de seu filho Conan, e se retirou para a Abadia de Saint-Sauveur, em Redon, onde morreu e foi sepultado.

### Casamentos e descendência
Em 1086, Alano casou com Constança da Normandia, filha de Guilherme, o Conquistador, mas ela morreu envenenada, em 1090, sem filhos. Três anos depois, Alano desposou Ermengarda de Anjou, esposa divorciada de Guilherme IX da Aquitânia, filha de Fulco IV, conde de Anjou, e da primeira esposa deste, Hildegarda de Beaugency. O relacionamento deles foi tempestuoso no início. Ela tentou deixá-lo para entrar para o convento de Fontevrault, pedindo que seu casamento fosse anulado. Os bispos se recusaram a fazê-lo, mandando-a de volta para seu esposo e exortando-a a aceitar seu lugar como esposa e mãe. O casal deve ter chegado a um entendimento, já que tiveram três filhos:
- Conan (m. 17 de setembro de 1148), que sucedeu seu pai no ducado;
- Edviges, que se casou com o futuro Balduíno VII da Flandres.
- Godofredo (m. 1116).

Alano teve ainda dois filhos ilegítimos:
- Guilmar, que participou do cerco de Manbij, por volta de 1124;
- Briano (m. c.1147), senhor de Wallingford.